# Alexander Wetterhall
Alexander Wetterhall, né le 12 avril 1986 à Värnamo, est un coureur cycliste suédois.

## Palmarès sur route

### Par années
- 2009
  -  Champion de Suède du contre-la-montre
- 2010
  - Classement général du FBD Insurance Rás
  - 1re étape du Ringerike Grand Prix
- 2011
  - 3e du championnat de Suède du contre-la-montre
- 2012
  - 3e du championnat de Suède du contre-la-montre
- 2013
  - Tour de Drenthe
- 2014
  - U6 Cycle Tour :
    - Classement général
    - 5e et 6e (contre-la-montre) étapes

  - Värnamo GP
  - 2e du championnat de Suède sur route
  - 2e du championnat de Suède du contre-la-montre
- 2015
  - 2e de l'Östgötaloppet
  - 2e du championnat de Suède du contre-la-montre
  - 3e du Tour du Loir-et-Cher
- 2016
  -  Champion de Suède du contre-la-montre
  - U6 Cycle Tour :
    - Classement général
    - 6e étape (contre-la-montre)
- 2017
  - Kringeltempot
  - 6e étape de l'U6 Cycle Tour
  - 2e de l'Östgötaloppet
  - 2e du championnat de Suède du contre-la-montre
  - 2e de l'U6 Cycle Tour
  - 3e du championnat de Suède sur route

### Classements mondiaux
| Année            | 2009 | 2010 | 2011 | 2012 | 2013 | 2014 | 2015 |
| ---------------- | ---- | ---- | ---- | ---- | ---- | ---- | ---- |
| UCI America Tour |      |      | 235e |      |      |      |      |
| UCI Europe Tour  | 887e | 180e | 641e | 434e | 168e | 378e | 500e |

## Palmarès en VTT

### Championnats de Suède
- 2004
  -  Champion de Suède de contre-la-montre cross-country juniors
- 2007
  -  Champion de Suède de relais par équipes (avec Christoffer Grimbäck et Niklas Gustavsson)